# Ochlerotatus postspiraculosus
Ochlerotatus postspiraculosus is een muggensoort uit de familie van de steekmuggen (Culicidae). De wetenschappelijke naam van de soort is voor het eerst geldig gepubliceerd in 1961 door Dobrotworsky.